# Gian Pietro Bellori
Gian Pietro Bellori, (Giovanni Pietro Bellori lub Giovan Pietro Bellori) (ur. 1613, zm. 1696) – włoski malarz i antykwariusz, najbardziej znany jako biograf XVII wiecznych malarzy, porównywany do Giorgia Vasariego.
Bellori jest autorem zbioru biografii pt. Vite de' pittori, scultori ed architecti moderni (Żywoty nowoczesnych malarzy, rzeźbiarzy i architektów), opublikowanego po raz pierwszy w 1672 roku. Był najbardziej wpływowym krytykiem sztuki w XVII wieku. W 1664 roku wygłosił odczyt w pt. Idealizm w sztuce w Akademii Świętego Łukasza w Rzymie, czym zapoczątkował nowy nurt w sztuce - neoklasycyzm. Jego teorie zostały opublikowane w Vite de'pittori, scultori ed architetti moderni i były inspirowane sztuką m.in. Nicolasa Poussina. Był bibliotekarzem królowej Szwecji Krystyny Wazy.
Biograf omówił twórczość dwunastu malarzy: Algardiego, Barocciego, Caravaggia, Agostino i Annibale Carracciego, Domenichina, Duquesnoya, van Dycka, architekta Domenico Fontany, Lanfranca, Poussina i Rubensa.